# وقایه
وقایه (عربی: وقاية) شرکت بیمه عربستانی است، که در سال ۲۰۰۹ تأسیس شد.